# Nunatak Kulibina
Nunatak Kulibina är en nunatak i Antarktis. Den ligger i Östantarktis. Argentina och Storbritannien gör anspråk på området. Toppen på Nunatak Kulibina är 2 meter över havet.
Terrängen runt Nunatak Kulibina är platt åt nordväst, men åt sydost är den kuperad. Trakten är obefolkad. Det finns inga samhällen i närheten.